# Roberto Heras
Roberto Heras Hernández (Béjar, 21 februari 1974) is een voormalig Spaans wielrenner. Heras won viermaal de Ronde van Spanje. Anno 2025 deelt hij het record van meeste eindzeges met de Sloveen Primoz Roglic

## Biografie
Als amateurwielrenner viel Heras al op door in 1995 derde te worden bij het nationale wegkampioenschap. Ook werd hij derde bij de Ronde van Spanje voor amateurs.
In hetzelfde jaar werd Heras prof-wielrenner bij Kelme. In 2001 maakte hij de overstap naar het team van Lance Armstrong. Hij was kopman in het team van Liberty Seguros. Hij werd gezien als kanshebber om Armstrong van zijn zesde gele trui af te houden in de Tour van 2004, maar moest wegens ziekte opgeven. Ook in de Ronde van Frankrijk 2005 reed hij teleurstellend.
Vooral de Ronde van Spanje lag hem goed. Naast een derde en een tweede plaats, behaalde hij zowel in 2000, 2003, 2004 als in 2005 de gouden leiderstrui, waarmee hij alleen recordhouder van het aantal eindoverwinningen werd.
In november 2005 bleek hij in de afsluitende tijdrit van de Vuelta positief te zijn getest op erytropoëtine, beter bekend als epo. In februari 2006 werd bekend dat Heras voor twee jaar zou worden geschorst. Het betekende het einde van zijn wielercarrière.
Op 24 juni 2011 werd bekend dat Heras zijn zege van 2005 terugkrijgt. Een Spaans Hof bepaalde, dat de betreffende bloedstalen niet goed waren bewaard, en daarom geen bewijs konden opleveren. Heras begon een procedure om schadevergoeding, en op 9 mei 2017 kende het Hooggerechtshof hem een bedrag toe van 725.000 euro, de helft van zijn jaarsalaris in 2005.
Op 29 december 2007 kondigde Roberto Heras zijn afscheid van de wielersport aan.

## Belangrijkste overwinningen
1997
- Subida al Naranco
- 12e en 5e etappe Ronde van Spanje

1998
- Klasika Primavera
- 19e etappe Ronde van Spanje

1999
- Klasika Primavera
- 21e etappe Ronde van Italië
- 6e etappe Ronde van Catalonië

2000
- 6e etappe Euskal Bizikleta
- 7e en 20e etappe Ronde van Spanje
- Puntenklassement Ronde van Spanje
- Eindklassement Ronde van Spanje

2002
- Eindklassement Ronde van Catalonië
- 6e en 15e etappe Ronde van Spanje
- Sprintklassement Ronde van Spanje

2003
- 20e etappe Ronde van Spanje
- Eindklassement Ronde van Spanje

2004
- Eindklassement Euskal Bizikleta
- 12e etappe Ronde van Spanje
- Combinatieklassement Ronde van Spanje
- Eindklassement Ronde van Spanje

2005
- 6e en 15e etappe Ronde van Spanje
- Eindklassement Ronde van Spanje (deze overwinning was controversieel: Heras raakte de zege kwijt maar kreeg die later terug)

## Resultaten in voornaamste wedstrijden
| Jaar | Ronde van Italië | Ronde van Frankrijk | Ronde van Spanje |
| ---- | ---------------- | ------------------- | ---------------- |
| 1997 |                  |                     | 5e (1)           |
| 1998 |                  |                     | 6e (1)           |
| 1999 | 5e (1)           |                     | ↑                |
| 2000 |                  | 5e                  | ↑ (2)            |
| 2001 |                  | 15e                 | 4e               |
| 2002 |                  | 8e                  | ↑ (2)            |
| 2003 |                  | 34e                 | ↑ (1)            |
| 2004 |                  | opgave              | ↑ (1)            |
| 2005 |                  | 45e                 | ↑ (2) (**)       |

| Jaar | Milaan-San Remo | Amstel Gold Race |  | WK op de weg |  | Wereldranglijsten |
| ---- | --------------- | ---------------- |  | ------------ |  | ----------------- |
| 1997 | 82e             |                  |  | 52e          |  |                   |
| 1998 |                 |                  |  |              |  |                   |
| 1999 | 59e             |                  |  |              |  |                   |
| 2000 |                 |                  |  |              |  |                   |
| 2001 |                 |                  |  |              |  |                   |
| 2002 |                 |                  |  |              |  |                   |
| 2003 |                 | 105e             |  |              |  |                   |
| 2004 | 126e            |                  |  |              |  |                   |
| 2005 |                 |                  |  |              |  | 18e (UPT)         |

## Trivia
- Op 5 oktober 2009 werd Roberto Heras wereldkampioen in het vouwfietsen.